# Guioa hospita
Guioa hospita är en kinesträdsväxtart som beskrevs av Ludwig Radlkofer. Guioa hospita ingår i släktet Guioa och familjen kinesträdsväxter. Inga underarter finns listade i Catalogue of Life.